# Gustav Köhler (Maler)

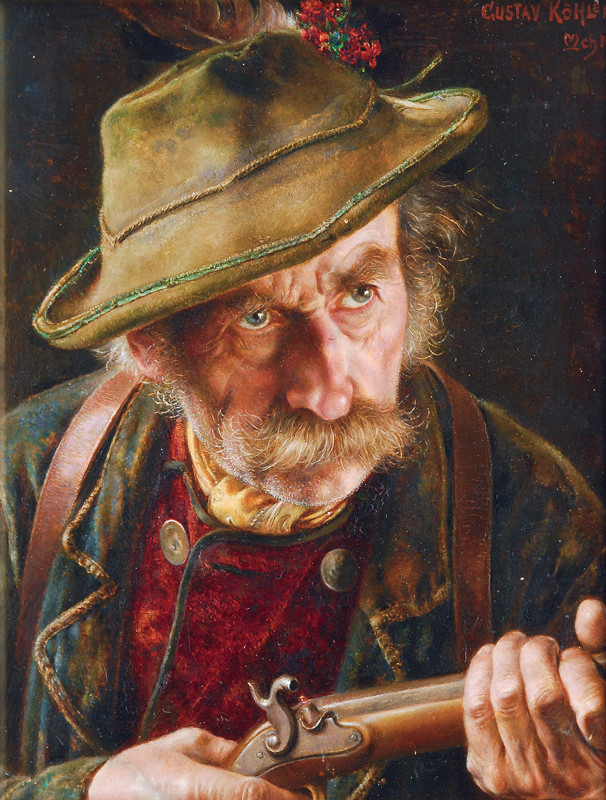
Charakterkopf eines Jägers

Gustav Köhler (* 20. Juli 1859 in Dortmund; † 1922 in München) war ein deutscher Porträt- und Genremaler.
Gustav Köhler, Sohn des Kaufmanns Heinrich Köhler, studierte von 1881 bis 1883 an der Kunstakademie Düsseldorf bei Heinrich Lauenstein (1835–1910), Hugo Crola (1841–1910) und Eduard von Gebhardt (1838–1925). Nach seiner Militärzeit, die Köhler in Dresden absolvierte, studierte er von 1884 bis 1885 in München bei Karl Rickelt (1857–1944) und Friedrich Fehr (1862–1927). Nach dem Studium war er in München tätig, zeigte seine Werke unter anderem im Münchener Glaspalast.
1897 heiratete er die Bildhauerin Eleonore Pohlschröder.